# Зоригт, Баттулга
Баттулга Зоригт (монг. Зоригтын Баттулга; 19 сентября 1986, Улан-Батор) — монгольский футболист, полузащитник, игравший за национальную сборную Монголии, и футбольный тренер.

## Карьера

### Клубная
С 2011 года[уточнить] Баттулга являлся игроком ФК «Эрчим». Он принимал участие в трёх розыгрышах Кубка президента АФК (2012, 2013, 2014), в ходе которых выходил на поле в 9 матчах и забил один гол — 25 сентября 2013 года в ворота непальского «Три Стар». В составе ФК «Эрчим» футболист выиграл два чемпионата Монголии (2012 и 2013) и один раз стал вице-чемпионом (2014).

### Международная
Дебют Баттулги в сборной состоялся 19 июня 2007 года в матче квалификации Кубка восточной Азии против КНДР. Тогда Монголия проиграла с разгромным счётом 0:7. На этом же турнире футболист принял участие в победном матче против Гуама. 28 октября 2007 года сыграл в матче квалификации к ЧМ 2010, соперником снова стала Северная Корея (1:5).
В 2009 году принял участие в квалификации Кубка восточной Азии. Баттулга выходил на поле во всех трёх играх: против Гуама, Северных Марианских островов и Макао. Два матча Монголия выиграла, а один проиграла.
В апреле в матчах квалификации кубка вызова АФК 2010. Монголия играла в предварительном раунде и соперником стала сборная Макао. В гостевой игре Монголия проиграла, а в ответной — выиграла. Однако по правилу гостевого гола покинула турнир.
Баттулга также играл в квалификации кубка вызова АФК 2012 против Филиппин. Тот матч монголы проиграли со счётом 2:0. Баттулга выходил на поле и в ответном матче. Сборная Монголии обыграла Филиппины со счётом 2:1. Однако по сумме двух встреч Монголия выбыла из турнира.

### Тренерская карьера
В 2015 году возглавил свой бывший клуб «Эрчим», с которым в 2015 и 2016 годах выиграл два чемпионских титула.
В мае 2016 года, в 30-летнем возрасте был назначен главным тренером национальной сборной Монголии, под его руководством команда провела 3 матча в отборочном турнире Кубка Восточной Азии (ничья с Макао 2:2, поражение от Тайваня 0:2 и победа над Марианскими островами 8:0). В октябре того же года уступил пост японцу Тосиаки Имаи.

## Достижения

### Как игрок
- Чемпион Монголии (2): 2012, 2013[3], 2013
- Обладатель Кубка Монголии (1): 2012
- Обладатель Суперкубка Монголии (1): 2012

### Как тренер
- Чемпион Монголии: 2015, 2016

## Матчи Баттулги за сборную Монголии
| Дата            | Соперник                      | Счёт | Турнир |
| --------------- | ----------------------------- | ---- | ------ |
| 19 июня 2007    | КНДР                          | 0:7  | ЧВА    |
| 23 июня 2007    | Гуам                          | 5:2  | ЧВА    |
| 28 октября 2007 | КНДР                          | 1:5  | ЧМ     |
| 11 марта 2009   | Гуам                          | 0:1  | ЧВА    |
| 13 марта 2009   | Макао                         | 2:1  | ЧВА    |
| 15 марта 2009   | Северные Марианские Островова | 4:1  | ЧВА    |
| 7 апреля 2009   | Макао                         | 0:2  | КВА    |
| 14 апреля 2009  | Макао                         | 3:1  | КВА    |
| 9 февраля 2011  | Филиппины                     | 0:2  | КВА    |
| 15 марта 2011   | Филиппины                     | 2:1  | КВА    |